# Godło Uzbeckiej SRR

Godło Uzbeckiej Socjalistycznej Republiki Radzieckiej

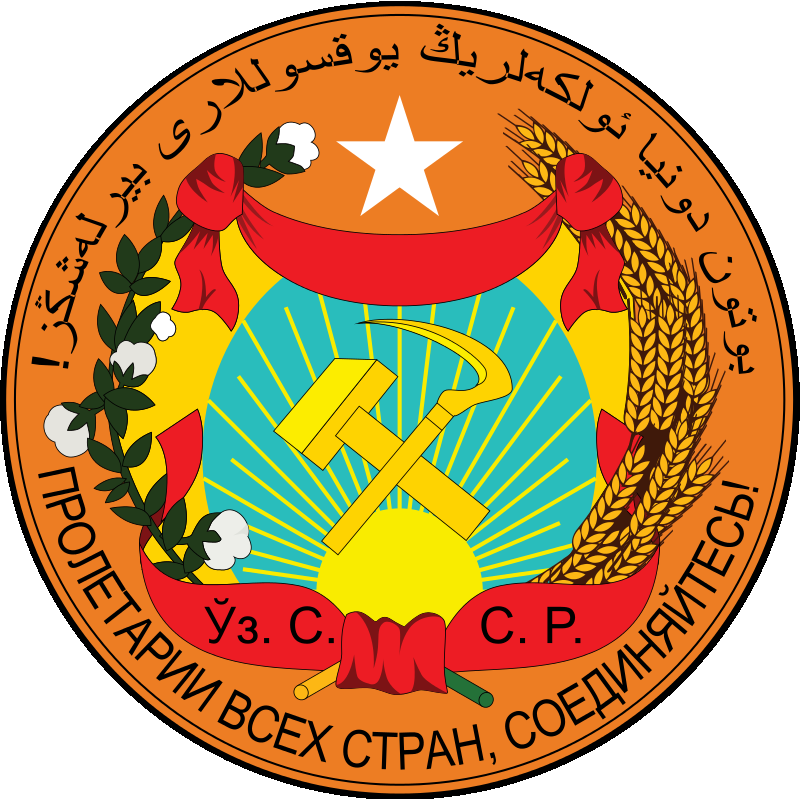
Wersja godła z 1931

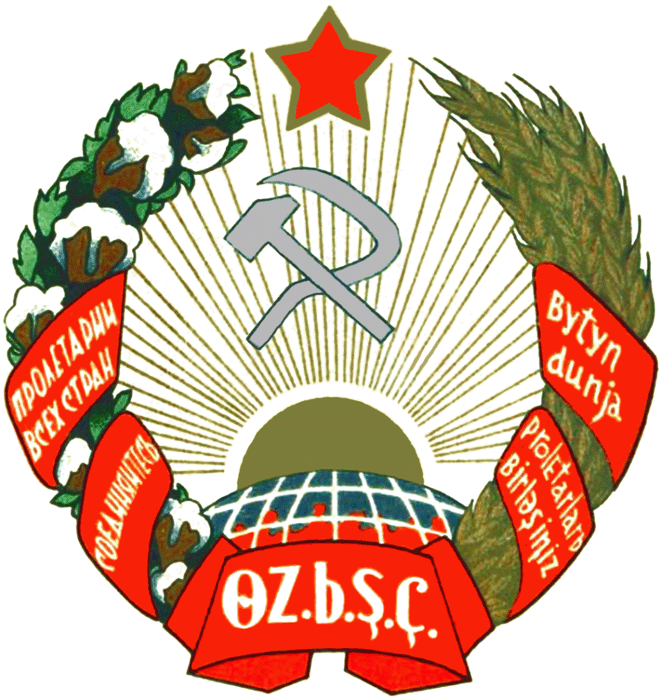
Wersja godła z lat 1931–1937

Wersja godła z lat 1929–1937

wersja godła z 1947

Godło Uzbeckiej Socjalistycznej Republiki Radzieckiej zawierało typowe elementy godeł republik związkowych ZSRR: umieszczony w centralnym punkcie godła sierp i młot – symbol sojuszu robotniczo-chłopskiego oraz najważniejszy element godła Związku Radzieckiego, a także wschodzące słońce nad fragmentem globu ziemskiego – mające wyrażać świt, początek nowej ery w życiu kraju. Całość otoczona była przez wieniec złożony z lewej strony ze stylizowanych gałązek bawełny z otwartymi koszyczkami nasiennymi, a z prawej z kłosów zboża. Umieszczenie symbolu zboża i bawełny w godle z jednej strony podkreślało znaczenie rolnictwa, a zwłaszcza tych właśnie roślin dla gospodarki kraju oraz symbolizowało dobrobyt, a z drugiej – nawiązywało do graficznego wyglądu godła ZSRR. U góry, u zbiegu obu wieńców umieszczono czerwoną pięcioramienną gwiazdę – oznaczającą zwycięstwo komunizmu w pięciu częściach świata. Wieńce przepasane były czerwonymi wstęgami, na których umieszczone było wezwanie do jedności proletariatu: Proletariusze wszystkich krajów, łączcie się! w językach uzbeckim: Бутун дунё пролетарлари, бирлашингиз! i rosyjskim: Пролетарии всех стран, соединяйтесь!. U dołu, także na czerwonej wstędze znajdowała się skrócona nazwa republiki w języku uzbeckim: Ўз. С.С.Р. (skrót od Ўзбекистон Совет Социалистик Республикаси – Uzbecka Socjalistyczna Republika Radziecka).
Pewne elementy godła Uzbeckiej SRR, tj. wygląd wieńców oraz do – pewnego stopnia – wizerunek słońca stały się podstawą opracowania współczesnego godła Uzbekistanu.